# くすぐリングス
くすぐリングスは、擽りあって対戦するキャットファイト団体。新宿ロフトプラスワンで行われている。
　

## 概要
- 1999年に漫画家の佐藤丸美が発案し始まった。
- 過激すぎるためテレビ番組で紹介されることはないが、選手のひろひろが「激あま〜い」（TBS系列）に出演した際にVTRで、少しだけ紹介された。
- 基本的に選手同士が擽る。だが首、耳などを舐めて性感帯を刺激したり、性器を触ったり、と、厳密なルールは存在しない。

## 作品
全ての企画、製作はFAFA MEDIA PRODUCTS。著作、販売はくすぐリングス事務局。
- 『くすぐリングスvol.1 旗揚げ興行編』
- 『くすぐリングスvol.2 悶絶タッグマッチ編』
- 『くすぐリングスDVD vol.3　深夜の咆哮編』
- 『くすぐリングスDVD vol.4　新チャンピオン誕生編』
- 『くすぐリングスDVD vol.5　激闘！剃毛デスマッチ編』
- 『くすぐリングスDVD vol.6　壮絶！NG集大成編』
- 『くすぐリングスDVD vol.7　チャンピオンタイトルマッチ編』
- 『くすぐリングスDVD vol.8　へなちょこ下克上編』
- 『くすぐリングスDVD vol.9　愛！平和！命！編』
- 『くすぐリングスDVD vol.10　スク水だよ！全員集合！！』
- 『五月の海DVD　神無月ひろ』
- 『くすぐリングスDVD　大運動会～幻ブルマ～』